# Volley Modena
La Volley Modena fu una società di pallavolo femminile di Modena.

## Storia

Il Modena della stagione 1989-90, vincitore della sua prima Coppa Italia.

Il club, con il nome Circolo Cabassi, fu fondato alla fine degli anni 1950 a Modena, dove già giocavano le gloriose Indomita Minelli e Audax. Partecipò per la prima volta al campionato di A nel 1960, in sostituzione dell'Audax. Nel 1964-65 terminò il campionato al secondo posto. Successivamente assunse, per motivi di sponsor, il nome di Coma Mobili Modena; nel 1969-70 retrocesse in Serie B, ritornando in massima serie dopo un solo anno.
Fu con la scomparsa della Fini Modena, nel 1973 che, il Cabassi, poi Volley Modena, divenne massima espressione della pallavolo femminile modenese. A metà degli anni 1980, sponsorizzata Civ&Civ, fu la principale avversaria dell'Olimpia Teodora di Ravenna, per undici volte consecutive campione d'Italia. Negli anni 1990, sempre sopraffatta in finale-scudetto da Matera prima e da Bergamo poi, assunse la nomea di "eterna seconda".
Nel 1997 la società fu rilevata dall'imprenditore toscano Francesco Pini e abbandonò i caratteristici colori giallo e blu per il nero-verde, in omaggio al nuovo sponsor Omnitel. Dopo aver perso sette finali-scudetto tra il 1986 e il 1997, al termine del campionato 1999-00 la Phone Limited Modena, guidata dall'allenatrice cinese Lang Ping, poté festeggiare il primo titolo della sua storia battendo in finale la Medinex Reggio Calabria; nella stagione seguente, la squadra conquistò inoltre la sua prima Champions League. Dopo avere vinto un'altra Coppa Italia, una Coppa CEV e una Supercoppa italiana, nel 2003 Pini cedette la società a una cordata di imprenditori modenesi.
Non riuscendo a trovare un nuovo sponsor, da quel momento iniziò il declino del club: alla fine del campionato 2004-05 la squadra retrocesse in Serie A2, mancando poi l'iscrizione per il sopraggiunto fallimento: per la prima volta dal 1952 il campionato si ritrovò senza una rappresentante della città di Modena. La storia del sodalizio emiliano si chiuse con la cessione del titolo di A2 al Sassuolo Volley dell'imprenditore Claudio Giovanardi.

## Palmarès
- Campionato italiano: 1

1999-00
- Coppa Italia: 2

1989-90, 2001-02
- Supercoppa italiana: 1

2002
- Champions League: 1

2000-01
- Coppa delle Coppe: 3

1994-95, 1995-96, 1996-97
- Coppa CEV: 2

1986-87, 2001-02
- Supercoppa europea: 1

1996